# 日高村 (茨城県)
日高村（ひだかむら）は茨城県多賀郡に1955年まで存在した村である。

## 地理
- 現在の日立市の北部に位置する。
- 村域は多賀山地の一部でほとんど山がちな地形になっている。
- 村は太平洋に面している。

## 歴史

### 村域の変遷
- 1889年（明治22年）4月1日 - 町村制施行により、田尻村・小木津村が合併し多賀郡日高村が発足。
- 1955年（昭和30年）2月15日 - 多賀町・久慈郡久慈町・坂本村・東小沢村・中里村ととも日立市に編入され、消滅。

変遷表
| 1868年 以前 | 1868年 以前 | 明治22年 4月1日 | 昭和30年 2月15日 | 現在   |
| ----------- | ----------- | --------------- | ---------------- | ------ |
|             | 田尻村      | 日高村          | 日立市 に編入    | 日立市 |
|             | 小木津村    | 日高村          | 日立市 に編入    | 日立市 |

## 大字
- 田尻（たじり）
- 小木津（おぎつ）

## 人口・世帯

### 人口
総数 [単位： 人]
| 1891年（明治22年） | 1,918 |
| 1920年（大正 9年） | 2,293 |
| 1935年（昭和10年） | 2,513 |
| 1950年（昭和25年） | 3,600 |
| 1954年（昭和29年） | 3,564 |

### 世帯
総数 [単位： 世帯]
| 1920年（大正 9年） | 509 |
| 1935年（昭和10年） | 492 |
| 1950年（昭和25年） | 648 |
| 1954年（昭和29年） | 651 |

## 交通

### 鉄道
- 日本国有鉄道（ → 東日本旅客鉄道）
  - ■常磐線
    - 小木津駅

### 道路
- 一級国道
  - 国道6号（陸前浜街道）